# Vauciennes (Oise)
Vauciennes és un municipi francès, situat al departament de l'Oise i a la regió dels Alts de França. L'any 2007 tenia 574 habitants.

## Demografia

### Població
El 2007 la població de fet de Vauciennes era de 574 persones. Hi havia 222 famílies de les quals 56 eren unipersonals (32 homes vivint sols i 24 dones vivint soles), 71 parelles sense fills, 87 parelles amb fills i 8 famílies monoparentals amb fills.
La població ha evolucionat segons el següent gràfic:
Habitants censats

### Habitatges
El 2007 hi havia 249 habitatges, 222 eren l'habitatge principal de la família, 13 eren segones residències i 14 estaven desocupats. 241 eren cases i 5 eren apartaments. Dels 222 habitatges principals, 193 estaven ocupats pels seus propietaris, 28 estaven llogats i ocupats pels llogaters i 2 estaven cedits a títol gratuït; 10 tenien dues cambres, 33 en tenien tres, 63 en tenien quatre i 116 en tenien cinc o més. 188 habitatges disposaven pel capbaix d'una plaça de pàrquing. A 93 habitatges hi havia un automòbil i a 102 n'hi havia dos o més.

### Piràmide de població
La piràmide de població per edats i sexe el 2009 era:
| Homes | Edats   | Dones |
| ----- | ------- | ----- |
| 0     | 95 o +  | 0     |
| 0     | 90 a 94 | 0     |
| 0     | 85 a 89 | 8     |
| 8     | 80 a 84 | 8     |
| 12    | 75 a 79 | 12    |
| 4     | 70 a 74 | 12    |
| 12    | 65 a 69 | 20    |
| 32    | 60 a 64 | 4     |
| 20    | 55 a 59 | 4     |
| 16    | 50 a 54 | 56    |
| 28    | 45 a 49 | 20    |
| 12    | 40 a 44 | 20    |
| 24    | 35 a 39 | 16    |
| 28    | 30 a 34 | 28    |
| 28    | 25 a 29 | 20    |
| 20    | 20 a 24 | 12    |
| 12    | 15 a 19 | 20    |
| 28    | 10 a 14 | 40    |
| 16    | 5 a 9   | 20    |
| 8     | 0 a 4   | 20    |

## Economia
El 2007 la població en edat de treballar era de 382 persones, 262 eren actives i 120 eren inactives. De les 262 persones actives 238 estaven ocupades (135 homes i 103 dones) i 24 estaven aturades (12 homes i 12 dones). De les 120 persones inactives 39 estaven jubilades, 37 estaven estudiant i 44 estaven classificades com a «altres inactius».

### Ingressos
El 2009 a Vauciennes hi havia 222 unitats fiscals que integraven 586,5 persones, la mediana anual d'ingressos fiscals per persona era de 19.875 €.

### Activitats econòmiques
Dels 8 establiments que hi havia el 2007, 4 eren d'empreses de construcció, 1 d'una empresa de comerç i reparació d'automòbils, 1 d'una empresa de transport, 1 d'una empresa financera i 1 d'una empresa de serveis.
Dels 3 establiments de servei als particulars que hi havia el 2009, 2 eren lampisteries i 1 electricista.

## Equipaments sanitaris i escolars
El 2009 hi havia una escola elemental.

## Poblacions més properes
El següent diagrama mostra les poblacions més properes.